# Anopheles nitidus
Anopheles nitidus är en tvåvingeart som beskrevs av Harrison, Scanlon och Reid 1973. Anopheles nitidus ingår i släktet Anopheles och familjen stickmyggor. Inga underarter finns listade i Catalogue of Life.